# Каве дел Предил
Каве дел Предил (итал. Cave del Predil) је насеље у Италији у округу Удине, региону Фурланија-Јулијска крајина.
Према процени из 2011. у насељу је живело 376 становника. Насеље се налази на надморској висини од 903 м.